# 儒勒·布呂奈
儒勒·布呂奈（法語：Jules Brunet，1838年1月2日—1911年8月12日）是法國軍官，在墨西哥和日本表現活躍，之後成為陸軍將領，並於第三共和時期替法國戰爭部長擔任幕僚長（1898），1867年前往日本進入法國軍事顧問團工作，在戊辰戰爭後半及德川幕府與明治時代有重要表現。

## 生平

### 早年
生於貝爾福，畢業於巴黎綜合理工學院，長於砲兵。參加法國武裝干涉墨西哥，獲得法國榮譽軍團勳章。

### 前往日本
拿破崙三世於1867遣法國軍事顧問團前往日本幫助德川幕府訓練完成現代化，他以砲兵教官身分前往，幕府軍受訓約一年。1868年德川慶喜被推翻，明治時代來臨並實施明治維新，軍事顧問團被天皇以飭令要求離開日本，但他選擇留下。當時右半部日本尚未納入明治天皇控制，殘餘幕府軍仍期望反攻。他寫了封信給拿破崙三世，陳述自己想法和在事件中的角色。